# Cryptobatrachus
Cryptobatrachus es un género de anfibios anuros de la familia Hemiphractidae. Las especies del género se distribuyen por los Andes de Colombia y Venezuela.

## Especies
Se reconocen las seis especies siguientes según ASW:
- Cryptobatrachus boulengeri Ruthven, 1916.
- Cryptobatrachus conditus Lynch, 2008.
- Cryptobatrachus fuhrmanni (Peracca, 1914).
- Cryptobatrachus pedroruizi Lynch, 2008.
- Cryptobatrachus remotus Infante-Rivero, Rojas-Runjaic & Barrio-Amorós, 2009.
- Cryptobatrachus ruthveni Lynch, 2008.

## Desarrollo embrionario
Los huevos de estas ranas - estudiados en Cryptobatrachus fuhrmanni y C. boulengeri - son de gran tamaño y presentan un alto contenido vitelino; los embriones se desarrollan orientados hacia la superficie dorsal, adicionalmente todos los embriones de una misma madre se encuentran en el mismo estadio de desarrollo.
Durante la segmentación se observan solamente blastómeros y micrómeros abundantes tanto en el polo animal como en el polo vegetal. En la neurulación surge una estructura alongada sobre la superficie dorsal del embrión en el polo animal del huevo. También se observan pliegues neurales que cierran para formar el tubo neural, posteriormente se logra observar el cordón nervioso totalmente formado; la región cefálica se ensancha y se diferencia claramente de la región posterior. Es precisamente durante la neurulación donde se da el desarrollo de las campanas branquiales, las cuales surgen como dos bolsas formándose a cada lado del embrión, unidas a este por medio de un pedúnculo que se une a la región subcefálica del embrión; a la altura del primer arco branquial.
En el estadio 13 de la neurulación se observan los ojos, las branquias aumentan en diámetro. Al realizar un corte durante este estadio se observa la diferenciación del cerebro, también se distingue una fisura coroidea abierta. Durante el proceso de la vascularización branquial ocurre la formación de la campana, la cual envuelve la región anterior, ventral y dorsolateral del embrión. También se empiezan a desarrollar los miembros posteriores en esta etapa de la ontogenia. Se denota la vascularización de los dos pedúnculos branquiales conectando las campanas branquiales con la región subcefálica del embrión. Ya se distinguen claramente el hígado, riñón y corazón.
Posteriormente al estadio 13 ocurren las últimas etapas del desarrollo en los embriones de Cryptobatrachus boulengeri y C. fuhrmanni, donde se observa una rana en miniatura totalmente formada con apariencia adulta pero manteniendo aún una cola (si bien muy reducida). Las dos campanas se sobreponen anterior y centralmente.